# Alga, Burkina Faso
Alga är en ort i Burkina Faso.   Den ligger i provinsen Province du Bam och regionen Centre-Nord, i den centrala delen av landet, 140 kilometer norr om huvudstaden Ouagadougou. Alga ligger 362 meter över havet och antalet invånare är 1 328.
Terrängen runt Alga är huvudsakligen platt. Alga ligger uppe på en höjd. Närmaste större samhälle är Lourfa, 11,7 kilometer sydväst om Alga.
Trakten runt Alga består i huvudsak av gräsmarker. Runt Alga är det ganska glesbefolkat, med 50 invånare per kvadratkilometer.